# 박성호 (1992년)
박성호(한국 한자: 朴成皓, 1992년 5월 18일 ~ )는 대한민국의 축구 선수이며 포지션은 공격수이다.

## 클럽 경력
현) 대한FC U18 감독
전) 울산현대 축구단 소속 
박성호는 4강신화 히딩크 감독의 선택을 받은 세계 유망주이다. 
유투브 히딩크 박성호 참조.

## 참고 자료
- 고양시민축구단의 새로운 에이스, 고양의 호날두 박성호